# Cheshire Plain

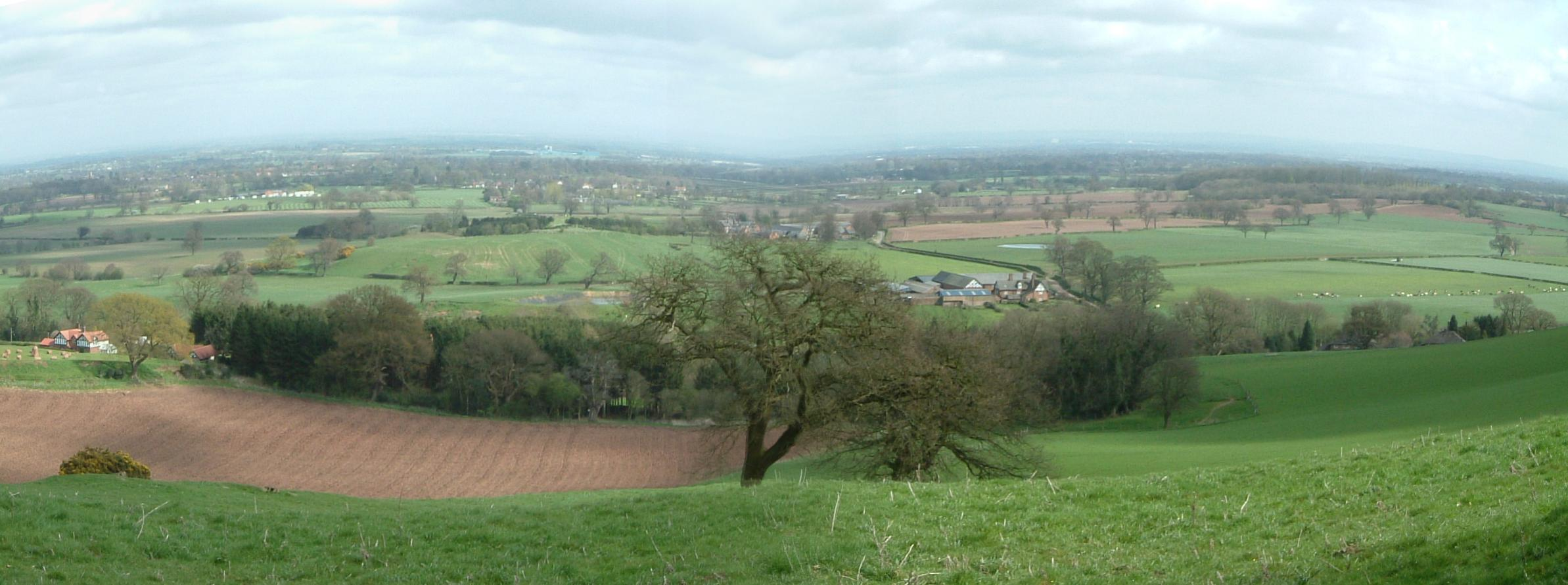
Cheshire Plain von der Mid-Cheshire Ridge aus gesehen

Die Cheshire Plain ist eine verhältnismäßig reliefarme Tiefebene, die fast vollständig in der Grafschaft Cheshire in Nordwestengland liegt. Sie erstreckt sich vom Tal des Mersey im Norden bis zu den Shropshire Hills im Süden und wird nach Westen vom Hügelland von Nordwales und nach Nordosten von den Ausläufern der Pennines begrenzt. Sie wird vom River Weaver entwässert. Die Halbinsel Wirral schließt sich im Nordwesten an, während die Cheshire Plain im Norden in der Gegend von Manchester in die Küstenebene von Lancashire (West Lancashire Coastal Plain) übergeht.

## Geologie
Die Cheshire Plain besteht aus zwei durch die Mid Cheshire Ridge, einer von Norden nach Süden verlaufenden Kette von Hügeln aus Sandstein, getrennten Gebieten, die beide einen eigenen Charakter aufweisen und von denen das östliche größer ist.
Sie ist die oberflächliche Ausprägung des Cheshire Basin, einem tiefen paläozoisch-mesozoischen Sedimentbecken, das sich nach Norden bis unter Lancashire und nach Süden bis unter Shropshire fortsetzt. Vor etwa 220 Millionen Jahren bildeten sich nach Überflutung Lagerstätten von Salzmineralien. Die heutige Landschaft wurde durch das vor rund 20000 bis 15000 Jahre abschmelzende Eis der letzten Kaltzeit geformt, das eine dicke Schicht von Geschiebemergel und weitverbreitete Ablagerungen fluvioglazialer Sedimente aus Sand und Kies hinterließ, die entweder dem sich zurückziehenden Gletscher oder einem sich damals ausbreitenden Schwemmkegel zugeschrieben werden. Die damals entstandenen flachen Seen und Sümpfe sind Habitate mit einer großen Artenvielfalt. Durch natürliche Auslaugung von Salzlagerstätten kam es zu Senkungserscheinungen und der Bildung weiterer Seen und Sümpfe, der sogenannten Flashes.

## Siedlungen
Wichtige Städte sind Congleton, Crewe, Knutsford, Macclesfield, Nantwich, Northwich, Wilmslow und Winsford.

## Wirtschaft und Verkehr
Landwirtschaftlich wird die Cheshire Plain wegen der vorherrschenden Wetterverhältnisse vor allem in der Milchviehhaltung genutzt und daher durch von Hecken eingeschlossene Felder und Weiden geprägt.
Steinsalz wurde bis ins 19. Jahrhundert bergmännisch und danach vor allem durch Laugung zunächst  um Northwich und jetzt bei Winsford abgebaut. In Mergelgruben wurde kalkhaltiges Material zur Düngung gewonnen. Quarzsand wird vor allem im Ostteil der Cheshire Plain zwischen Congleton, Sandbach, Holmes Chapel und Chelford abgebaut.
Die flache Topographie gestattete es, Eisenbahnstrecken wie die West Coast Main Line, die Mid-Cheshire Line und die Strecken von Crewe nach Chester, Manchester und Shrewsbury mit geringen Neigungen und wenigen Kurven zu bauen. im 18. und 19. Jahrhundert für den Gütertransport  erbaute Kanäle wie der Macclesfield Canal, der Shropshire Union Canal (Middlewich Branch) und der Trent and Mersey Canal werden heute von der Freizeitschifffahrt genutzt. Wichtige Straßenverbindungen sind die etwa in Nord-Süd-Richtung verlaufende Autobahn M6 sowie die A Roads A34, A50, A51, A54, A500, A530, A537, A 556 und A559.

## Meteorologie
In der Meteorologie wird das Tiefland der Cheshire Plain als Cheshire Gap bezeichnet, da es Wettersystemen einen Weg zwischen den Hügeln und Bergen der Clwydian Range in Wales einerseits und dem Peak District und den südlichen Pennines andererseits bietet, auf dem sie deutlich weiter als an anderen Stellen der Küste der Irischen See landeinwärts vordringen können. Die Lage auf der Leeseite der nordwalisischen Hügel und Berge bedingt ein relativ feuchtes Klima.

## Weitere Informationen
- About the area - Cheshire and Wirral and its habitats for birds. Abgerufen am 12. November 2015 (englisch). Überblick zu Geographie und Geologie
- Cheshire East Council: Landscape Character Assessment - 4.5 Cheshire Plain. Abgerufen am 12. November 2015 (englisch). Charakteristika der Landschaft